# Agnes Pockels
Agnes Luise Wilhelmine Pockels (14 février 1862 — 21 novembre 1935) est une pionnière allemande de la chimie. Son travail a été fondamental dans la création de la science des surfaces qui décrit les propriétés des surfaces des liquides et des solides.

## Enfance et études
Pockels est née à Venise, Italie, en 1862. À cette époque Venise est sous contrôle autrichien et le père de Pockels est soldat dans l'armée autrichienne. Lorsqu’il attrape la malaria en 1871 il déménage avec sa fille à Brunswick, en duché de Brunswick, qui fait partie de l'Empire allemand naissant. Pockels est scolarisée dans cette ville dans le collège pour filles municipal.
Enfant, Pockels s’intéresse aux sciences et veut étudier la physique. À cette époque les femmes n'ont pas accès aux universités. Ce n'est seulement qu'à travers son frère cadet Friedrich Carl Alwin Pockels qu'elle a accès à la littérature scientifique. Friedrich, qui étudie à l'université de Göttingen, est également un scientifique renommé ; il est connu pour l'effet Pockels.

## Recherches et vie adulte
Pockels découvre l'influence des impuretés sur la tension de surface des fluides en faisant la vaisselle dans sa cuisine. Elle est célibataire et s'occupe de ses parents malades, elle passe donc beaucoup de temps cuisinant et nettoyant à l'aide de différents huiles, savons et autres produits ménagers. Malgré son manque de formation Pockels mesure la tension de surface de l'eau en concevant un appareil connu sous le nom de cuve de Pockels, un instrument clé dans la science des surfaces. En utilisant une version améliorée de ce dispositif, le chimiste américain Irving Langmuir fait des découvertes supplémentaires sur les propriétés des molécules de surface, découvertes qui lui valent le prix Nobel de chimie en 1932. L'appareil de Pockels est également un ancêtre de la cuve de Langmuir conçue par Langmuir et la physicienne Katharine Blodgett.
En 1891, avec l’aide de Lord Rayleigh, Pockels publie son premier article, « Surface Tension, » sur ses mesures dans Nature. Ainsi a commencé sa carrière sur l'étude des films de surface. Elle ne reçoit jamais de poste officiel mais elle publie de nombreux articles et reçoit la reconnaissance comme pionnière dans la nouvelle science des surfaces.
Pockels meurt en 1935 à Brunswick, en Allemagne. Elle reste célibataire.

## Honneurs et prix
En 1931, avec Henri Devaux, Pockels reçoit le prix Laura Leonard de la Colloid Society. L'année suivante l'université technique Carolo-Wilhelmina de Brunswick lui décerne un doctorat honoraire.